# Ашиян (станція метро)
41°04′53″ пн. ш. 29°03′18″ сх. д. / 41.081378040332° пн. ш. 29.055126027081° сх. д.
Ашиян (тур. Aşiyan) — станція метро та східна кінцева станція фунікулера F4 стамбульського метро в Бешикташі, Стамбул. 
Станція розташована поруч із парком Ашіян, уздовж проспекту Джевдет Паша на протоці Босфор у Бебеку. 

Станція відкрита 28 жовтня 2022 року. 

## Пересадки
- Автобуси: 22, 22RE, 25E, 40T, 42T

## Визначні місця поруч
- Цвинтар Ашиян[en]